# 노지마 히로후미
노지마 히로후미(일본어: 野島 裕史 のじま ひろふみ[*], 1973년 4월 16일 ~ )는 일본의 남자 성우, 배우, 내레이터이다. 아오니 프로덕션 소속.
도쿄도 출신. 신장166cm, 혈액형은 A형。아버지는 노지마 아키오, 동생은 노지마 켄지, 노지마 사토시다.

## 작품

#### TV 애니메이션
2000년
- 부기팝은 웃지 않는다 - 스가누마 요지

2001년
- 인조인간 키카이더 (이가네코 시노비)

2002년
- 라제폰 - 토리가이 마모루
- 육상방위대 마오 - 스테키 이치로
- 스파이럴 추리의 띠 - 이마자토
- 십이국기 - 각왕의 태자
- 오버맨 킹게이너 - 게이너 상가
- 키디 그레이드 - 르노 (중학생)
- 폭전슛 베이블레이드 2002 - 킹

2003년
- 디어보이스 - 사와노바리 마사토
- 마탐정 로키 라그나로크 - 펜리르
- 크러시기어 Nitro - 아쿠사와 유우
- SUBMARINE SUPER 99 (마노, 파도 수병통신 위원장)
- 록맨 에그제AXESS（시아쓰맨、스탭B 외)

2004년
- 공각기동대 S.A.C 2nd GIG - 파일럿
- 길가메쉬 - 데켐
- 날아라! 휘청 삼인조 - 나가이 박사 외
- 미도리의 나날 - 미야하라 오사무
- 몽키턴 시리즈 - 마츠나가 히데아키
- 선생님의 시간 - 신사
- 애거서 크리스티의 명탐정 포와로와 마플 - 아서 헤이스팅스
- 우타∽카타 - 아다치
- 음양대전기 - 키쿠사키
- 이누야샤 - 제자
- 투하트 ~Remember My Memories~ - 나가세 유스케
- 학원 앨리스 - 부담임
- SD 건담 포스 - 사왕쟁패 키주마루, 프리오, 메리크리우스 기타

2005년
- 건퍼레이드 오케스트라 - 코지마 코우
- 극상생도회 - 킨죠 시로
- 메이저 2기 - 사와무라 료타
- 영국이야기 엠마 - 로버트 헬퍼드
- 엔젤하트 - 리 지엔치앙 (청년기)
- 우에키의 법칙 - 쿠로이와
- 작안의 샤나 - 이케 하야토
- 카린 - 부기, 점장
- 트리니티 블러드 - 카인 나이트로드 (유년기)
- 허니와 클로버 - 하세가와 카즈히코
- 후타코이 얼터너티브 - 미츠기 키미히코
- ARIA The ANIMATION - 이즈모 아카츠키

2006년
- 디지몬 세이버즈 - 토마 H. 놀슈타인
- 신성휘 듀얼마스터즈 플래시 - 토오이 하야테
- 바텐더 - 야마구치 사요의 남편
- 엽기인걸 스나코 - 모리 란마루
- 요괴인간 벰 - 타나시 겐로사이
- 우타와레루모노 - 히엔
- 이누카미! - 카와히라 소타로
- 제비뽑기 언밸런스 - 오리베 마사히코
- 지옥소녀 후타코모리 - 쿠로베 이치로
- 천보이문 아야카시 아야시 - 이와미
- 학원 헤븐 BOYS LOVE HYPER! - 이와이 타쿠토
- ARIA The NATURAL - 이즈모 아카츠키
- Ergo Proxy - 연구원

2007년
- 데빌 메이 크라이 - 브래드
- 데스노트 - 나미카와 레이지
- 델트라 퀘스트 - 라이
- 로미오X줄리엣 - 프란시스코
- 무시우타 - 시라이 유우키
- 영국이야기 엠마 제2막 - 로버트 헬퍼드
- 서몬마스터즈 블루 드래곤 - 도르스크
- 일곱빛깔★드롭스 - 츠와부키 마사하루
- 작안의 샤나II - 이케 하야토
- 정령의 수호자 - 슈가
- 채운국 이야기 2기 - 구양순
- REIDEEN - 록셀

2008년
- 강철의 라인배럴 - 나카지마 소우비
- 개구리 중사 케로로 - 빌링인
- 마크로스 프론티어 - 사오토메 야사부로
- 무한의 주인 - 아노츠 카게히사
- 뱀부 블레이드 - 스기노코지 타카치호
- 뱀파이어 기사 - 쿠란 하루카
- 스케어크로우 맨 - 스케어크로우 맨
- 스킵 비트 - 신카이 세이지
- 야쿠시지 료코의 괴기 사건부 - 아즈마 카츠히코
- 월드 디스트럭션 세계 박멸의 6 인 - 로에
- 이나즈마 일레븐 - 고엔지 슈야
- 토라도라! - 키타무라 유사쿠
- 포켓몬스터 DP - 덴지
- 햣코 - 우시오의 동생
- ARIA The ORIGINATION - 이즈모 아카츠키
- ONE OUTS - 미즈하시 신지

2009년
- 다이쇼 야구 소녀 - 요시무라 소자부로
- 메이저 - 사와무라 료타
- 바스쿼시! - 얀 해리스
- 소울 이터 - 피에로
- 싸우는 사서 - 엔리케 비스하일
- 어떤 과학의 초전자포 - 카이타비 하츠야
- 완소! 퍼펙트 반장 - 마에카와 타쿠야
- 카시카-꽃피는 청소년- - 젊은시절의 프레드
- 수호캐릭터 두근 - 매니저
- 판도라 하츠 - 엘리엇 나이트레이
- 흑신 The Animation - 야쿠모

2010년
- 타마고치 - 호와돗치
- 메이저 - 사와무라 료타
- 바쿠만 - 핫토리 유지로
- 오오카미 씨 시리즈 - 키리키 리스트
- 이나즈마 일레븐 - 팔 카오 다시우바
- 포켓몬스터 DP - 덴지
- 하트 캐치 프리큐어! - 코브라자
- HEROMAN - 하워드

2011년
- 누라리횬의 손자 천년마경 - 케이카인 마사츠구
- 마유비검첩 - 이타무네 사코우지
- 슈팅 바쿠간 - 렌 크로울러
- 바쿠만2 - 핫토리 유지로
- 세이크리드 세븐 - 라우 호뉴
- 이나즈마 일레븐 GO - 쿠루마다 고우이치, 이시드 슈지, 고엔지 슈야, 아스카지 사쿠야, 사루가 소마, 이치몬지 키리토, 마카리 긴지로, 오즈노 야쿠, 네부치 우미토모, 마사키 테이야, 고마키 테츠로
- 작안의 샤나III-Final- 이케 하야토
- 하느님의 메모장 - 니시무라
- UN-GO - 오츠보 테츠야

2012년
- 도라에몽 - 도둑
- 마기 - 사부마드 사르쟈
- 바쿠만3 - 핫토리 유지로
- 다마고치! - 라이메이치
- 아이카츠! - 슈라토
- 이나즈마 일레븐 GO 크로노 스톤 - 쿠루마다 고우이치, 고엔지 슈야, 에이남, 라일, 쳇트
- 절원의 템페스트 - 호시무라 준이치로
- 코드:브레이커 - 츠노
- 쿠로코의 농구 - 이즈키 슌, 테츠야 2호
- 타마고치 - 라이메이치
- 프리티 리듬 디어 마이 퓨처 - 시오야

2013년
- 변태왕자와 웃지 않는 고양이 - 뽕타
- 신이 없는 일요일 - 요키
- 유정천 가족 - 난젠지 쇼지로[1]
- 은여우 - 요시즈미 신이치
- 은하기공대 마제스틱 프린스 - 지그프리트 폰 베스타낫파
- 이나즈마 일레븐 GO 갤럭시 - 마나베 진이치로, 고엔지 슈야, 쿠루마다 고우이치, 아스카지 사쿠야, 나데토 시리라쿠, 마카리 긴지로, 고마키 테츠로, 아론 가친스키
- 이나즈마 일레븐 GO 크로노 스톤 - 기무스 쳇, 피그
- 쿠로코의 농구 2기 - 이즈키 슌, 테츠야 2호
- 킹덤 2기 - 몽념
- 프리티 리듬 레인보우 라이브 - 타카나시 소우시
- 헌터×헌터 - 코르트
- RDG 레드 데이터 걸 - 타카야나기 이치죠

2014년
- 건담 빌드 파이터즈 트라이 - TAKU
- 겁쟁이 페달 - 이시가키 코타로
- 명탐정 코난 - 사몬 오사무 (726화)
- 신들의 장난 - 디오니소스 튀르소스
- 이나즈마 일레븐 GO 갤럭시 - 데이모스 레프톤
- 포켓몬스터 XY - 자크로
- 해피니스 차지 프리큐어! - 팬텀
- 일곱 개의 대죄 - 아리오니

2015년
- 월드 트리거 - 무라카미 코우, 아마토리 린지
- 쿠로코의 농구 3기 - 이즈키 슌, 테츠야 2호
- 피카이아! - 모리스

2016년
- 드리프터즈 - 미르즈
- 문호 스트레이 독스 - 금발의 남자
- 사이키 쿠스오의 재난 - 나카무라 코사쿠
- 액티브 레이드 -기동강습실 제8계- - 후카무라 소우타
- 카드파이트!! 뱅가드 G NEXT - 미겔 토레스
- 크레용 신짱 - 카와고에 마사루
- 포켓몬스터 XY&Z - 자쿠로
- SHOW BY ROCK!! - 킨타우로스

2017년
- 겁쟁이 페달 NEW GENERATION - 이시가키 코타로
- 결벽남자! 아오야마군 - 나리타 시온
- 경계의 린네 - 아메노 켄
- 명탐정 코난 - 아메미야 히데토
- 유정천 가족2 - 난젠지 쇼지로
- 크레용 신짱 - 이와시타
- 퓨처 카드 버디파이트X - 위즈덤
- 피카이아!! - 모리스

2018년
- 은하영웅전설 Die Neue These  (코르넬리우스 루츠)
- 째깍째깍 - 유카와 츠바사
- 패궁 봉신연의 - 운중자
- 바질리스크 오우카인법첩 - 하치스의 오빠
- 이나즈마 일레븐 아레스의 천칭 - 고엔지 슈야
- 그러나 죄인은 용과 춤춘다 - 마즈로
- Back Street Girls - 히로시

2019년
- 7SEEDS (유키마 하루)
- SD건담 월드 삼국창걸전 (주유 아카츠키)
- 게게게의 키타로 6기 (쿠노 쿄헤이)
- 이나즈마 일레븐 오리온의 각인 (고엔지 슈야)
- 로드 엘멜로이 2세의 사건부: {레일 체펠린} 그레이스 노트 - 브람 누아다레 소피아리)
- 후르츠 바스켓 - 하나지마 사키의 아버지)

2020년
- 던전앤파이터: 역전의 바퀴 (샤피로 그라시아)
- 런웨이에서 웃어줘 (카시와바라 시로)
- 문호와 알케미스트: 심판의 톱니바퀴 (타케이치)
- 킹덤 3 - 몽념)

2021년
- SD건담 월드 히어로즈(주유 아카츠키)
- 스케이트 리딩☆스타즈(이시카와 하지메)
- 오소마츠 상(타츠나미)
- 원피스(후즈 후)
- 포켓몬스터W(덴지)
- 아이돌리쉬 세븐 Third BEAT!(소르바르도)

#### OVA/Web 애니메이션
- 명탐정 코난 KID in TRAP ISLAND - 야가미 토시히로
- 세인트 세이야 THE LOST CANVAS 명왕신화 - 사지타리우스 시지포스
- 온타마! - 타무라 유우지[2]
- 작안의 샤나 S, SP 사랑과 온천의 교외학습! - 이케 하야토
- 헌터×헌터 G·I Final - 리스트
- ARIA The OVA ~ ARIETTA ~ - 이즈모 아카츠키

#### 극장 애니메이션
- 겁쟁이 페달: 더 무비 - 이시가키 코타로
- 라제폰 다원변주곡 - 도리카이 마모루
- 마음이 외치고 싶어해 - 와타라이
- 마크로스 프론티어 작별의 날개 - 사오토메 야사부로
- 스트레인저 무황인담 - 후우고
- 이나즈마 일레븐 시리즈
  - 극장판 이나즈마 일레븐 최강군단 오우거의 습격 - 고엔지 슈야
  - 극장판 이나즈마 일레븐 GO 궁극의 인연 그리폰 - 고엔지 슈야, 이시드 슈지, 쿠루마다 고우이치
  - 극장판 이나즈마 일레븐 GO vs 골판지 전기 W - 고엔지 슈야
  - 극장판 이나즈마 일레븐 초차원 드림매치 - 고엔지 슈야
- 작안의 샤나 극장판 - 이케 하야토
- 쿠로코의 농구 윈터컵 총집편~그림자와 빛~ - 이즈키 슌
- 후세: 말하지 못한 내 사랑 - 토쿠가와 이에사다

### 게임
- 건퍼레이드 오케스트라 - 코지마 코우
- 도검난무-ONLINE- - 토모에가타 나기나타
- 디지몬 세이버즈 어나더 미션 - 토마 H. 놀슈타인
- 디지몬 크로스워즈 초 디지카 대전 - 토마 H. 놀슈타인
- 라제폰 창궁 환상곡 - 도리카이 마모루
- 메탈 파이트 베이블레이드 정상결전! 빅뱅 블레이더즈 - 아기토
- 변태왕자와 웃지 않는 고양이 - 뽕따
  - 슈퍼로봇대전시리즈
  - 슈퍼로봇대전 MX, MX 포터블, 스크램블 커맨더 2 - 라제폰/토리가이 마모루
  - 슈퍼로봇대전 Z, 파계편, 재세편 - 오버맨 킹게이너/게이너 상가
  - 슈퍼로봇대전 UX - 강철의 라인배럴/나카지마 소우비
  - 신들의 장난 - 디오니소스 튀르소스
  - 아머드 코어 라스트 레이븐
  - 우타와레루모노-흩어져가는 자들의 자장가- - 히엔
- 이나즈마 일레븐 시리즈
  - 이나즈마 일레븐 1, 2, 3 - 고엔지 슈야
  - 이나즈마 일레븐 GO 샤인/다크 - 고엔지 슈야, 이시드 슈지, 쿠루마다 고우이치
  - 이나즈마 일레븐 스트라이커즈 2012 익스트림 - 고엔지 슈야, 고엔지 마사토, 쿠루마다 고우이치
  - 이나즈마 일레븐 GO 스트라이커즈 2013 - 고엔지 슈야, 이시드 슈지, 쿠루마다 고우이치, 에이남, 마갈
  - 이나즈마 일레븐 GO 갤럭시 빅뱅/슈퍼노바 - 마나베 진이치로, 고엔지 슈야
- 작안의 샤나 - 이케 하야토
- 전격학원 RPG Cross of Venus - 토라도라!/키타무라 유사쿠
- 죠죠의 기묘한 모험 Eyes of Heaven - 샌드맨
- 쿠로코의 농구 시리즈 - 이즈키 슌
- 토라도라 포터블! - 키타무라 유사쿠
- 트리니티 질올 제로 - 오르파레우스
- 파이어 엠블렘 히어로즈 - 요슈아(파이어 엠블렘 성마의 광석)
- 하나오니 시리즈 - 타카츠키 레이지
- 학원 헤븐시리즈 - 이와이 타쿠토
- 해적전대 고카이저 모으고 변신! 35전대! - 총사령관 왈즈 길
- 환상게임 현무개전 외전 거울의 무녀 - 모치즈키 타쿠미
- Another Century's Episode 시리즈 - 오버맨 킹게이너/게이너 상가
- ARIA 시리즈 - 이즈모 아카츠키
- MISS PRINCESS 미스프리! - 아키즈키 준페이
- Panic Palette - 마소오 코우
- Really? Really! 리아리아 DS - 츠치미 린
- SD건담 G제네레이션 SPIRITS - 기동전사 건담 실루엣 포뮬러 91/모리스 오바리
- Tartaros-타르타로스- - 아엘로트
- VM JAPAN PS2판 - 모모스케

### 특촬물
- 해적전대 고카이저 - 총사령관 왈즈 길

### 외화
- 강동원
  - 1987 - 잘생긴 남학생
  - 검사외전 - 한치원
  - 검은 사제들 - 최준호 부제
  - 마스터 - 김재명
- 송중기 전담
  - 늑대소년 - 철수
  - 마음이2 - 동욱
  - 뿌리깊은 나무 - 세종대왕 (젊은시절)
  - 성균관 스캔들(두근두근☆성균관 스캔들) - 여림 구용하
  - 세상 어디에도 없는 착한남자 - 강마루
  - 크리스마스에 눈이 올까요? - 한지용
  - 태양의 후예 - 유시진
  - 티끌모아 로맨스 - 천지웅
- 고스트 하우스 - 보비
- 꽃이 만발하는 그대에게 - 난바 미나미
- 길모어 걸즈 - 숀
- 김종욱 찾기 - 한기준(공유)
- 남한산성 -인조(박해일)
- 내가 살인범이다 - 이두석(박시후)
- 덕혜옹주 -김장한(박해일)
- 도가니 - 강인호(공유)
- 보헤미안 랩소디(Bohemian Rhapsody) - 로저 테일러(벤 하디)
- 사이버 스토커 - 미켈(막트 막골)
- 선덕여왕 - 김유신(성인) (엄태웅)
- 하녀들 - 김은기(김동욱)
- 아이칼리 - 마틴
- 울프맨 - 다니엘
- 마블 시네마틱 유니버스 시리즈
  - 에이전트 카터 - 하워드 스타크(도미닉 쿠퍼)
  - 캡틴 아메리카: 퍼스트 어벤져 - 하워드 스타크(도미닉 쿠퍼)
- 코우시 - 코시오카
- 프리미엄 러쉬 - 와일리(조셉 고든레빗)
- CSI : Miami - 잭 힐리
- NCIS 시즌 4 - 로이 샌더스